# Ардов Борис Вікторович
Борис Вікторович Ардов (7 лютого 1940 — 23 серпня 2004) — радянський актор театру і кіно, режисер і художник-постановник мультиплікаційних фільмів.

## Біографія
Борис Ардов народився 7 лютого 1940 року в Москві у родині письменника і сценариста В Е. Ардова й акторки МХАТу Н. А. Ольшевської.

## Родина
Єдиноутробний брат актора і режисера Олексія Баталова, рідний брат мемуариста протоієрея Михайла Ардова. Донька — акторка Ганна Ардова.
Був чотири рази одружений:
- перша дружина — Міра Ардова.

Сім дочок: Ніна, Ганна, Марія, Ольга, Анастасія, Ірина і Варвара.

## Кар'єра
У 1961 році закінчив Школу-студію MXAT (керівник курсу — A. М. Карєв). Служив у театрі «Современник».
У 1972 році закінчив Вищі режисерські курси. З 1974 по 1987 рік працював режисером і художником-постановником на студії «Мульттелефильм» ТО «Екран».
З 1975-го викладав у ВДІКу.
Був доцентом кафедри акторської майстерності, кандидат мистецтвознавства.
Очолював Ахматовський культурний центр у Москві.
Пішов з життя 23 серпня 2004 року.

## Фільмографія

### Актор
- 1963 — Ранкові поїзди — Толік
- 1963 — Якщо ти маєш рацію... — Радій (він же Іван)
- 1964 — Живі і мертві — Йолкін, секретар райкому
- 1966 — Три товстуни — Бонавентура, капітан

### Режисер-мультиплікатор
- 1974 — Загадкова планета
- 1974 — Морозний візерунок
- 1975 — Слоно-діло-сенок
- 1976 — Незнайко в Сонячному місті (серії «Дивовижні подвиги» та «Знову разом»)
- 1984 — Підземний перехід

### Художник-постановник
- 1983 — Черепашка
- 1986 — Корабель пустелі